# Delphacodes axillaris
Delphacodes axillaris är en insektsart som först beskrevs av Sahlberg 1876.  Delphacodes axillaris ingår i släktet Delphacodes och familjen sporrstritar. Inga underarter finns listade i Catalogue of Life.